# Colocnema rufina
Colocnema rufina är en stekelart som först beskrevs av Johann Ludwig Christian Gravenhorst 1829.  Colocnema rufina ingår i släktet Colocnema och familjen brokparasitsteklar. Arten är reproducerande i Sverige. Inga underarter finns listade i Catalogue of Life.